# It's Dark and Hell Is Hot
It's Dark and Hell Is Hot è il primo album in studio del rapper statunitense DMX, pubblicato il 19 maggio 1998

## Tracce
1. Intro – 4:09 (Earl Simmons, Irving Lorenzo, James Mtume)
2. Ruff Ryders' Anthem – 3:34 (Earl Simmons, Kaseem Dean)
3. Fuckin' wit' D" – 2:18 (Earl Simmons, Anthony Fields, Damon Blackman, Larry Mizell, Alphonso Mizell)
4. The Storm (Skit) – 1:00 (Earl Simmons, Damon Blackman, Anthony Fields, Joaquin Dean, Mad Man)
5. Look thru My Eyes – 3:50 (Earl Simmons, Anthony Fields, Damon Blackman)
6. Get at Me Dog (feat. Sheek Louch) – 4:03 (Earl Simmons, Irving Lorenzo, Anthony Fields, Damon Blackman, Sam Taylor)
7. Let Me Fly – 4:12 (Earl Simmons, Damon Blackman, Richard Frierson, Manuel Alejandro, Ana Magdalena)
8. X-Is Coming – 4:18 (Earl Simmons, Anthony Fields)
9. Damien – 3:42 (Earl Simmons, Damon Blackman)
10. How's It Goin' Down – 4:42 (Earl Simmons, Anthony Fields)
11. Mickey (Skit) – 0:25 (Earl Simmons, Anthony Fields, J. Dean, Rajah Winn)
12. Crime Story – 3:47 (Earl Simmons, Irving Lorenzo, Freddie Perren)
13. Stop Being Greedy – 3:37 (Earl Simmons, Anthony Fields, Michael Masser)
14. ATF – 1:56 (Earl Simmons, Damon Blackman)
15. For My Dogs (feat. Big Stan, Loose, Kasino e Drag-On) – 4:11 (Earl Simmons, Damon Blackman, Dennis Joyner, Kendall Carter, Kimani Davis, Mel Jason Smalls)
16. I Can Feel It" – 4:13 (Earl Simmons, Damon Blackman, Phil Collins)
17. Prayer (Skit) – 2:31 (Earl Simmons)
18. The Convo – 3:33 (Earl Simmons, Damon Blackman, Barry Alan Gibb, Maurice Ernest Gibb, Robin Hugh Gibb, Ed Penney, Jerry Gillespie)
19. Niggaz Done Started Something (feat. The LOX e Ma$e) – 5:09 (Earl Simmons, Damon Blackman, Jason Phillips, Sean Jacobs, David Styles, Mason Betha)

## Classifiche

### Classifiche settimanali
| Classifica (1998-21) | Posizione massima |
| -------------------- | ----------------- |
| Belgio (Fiandre)     | 185               |
| Canada               | 15                |
| Regno Unito          | 89                |
| Stati Uniti          | 1                 |

### Classifiche di fine anno
| Classifica (1998) | Posizione |
| ----------------- | --------- |
| Stati Uniti       | 34        |
| Classifica (1999) | Posizione |
| Stati Uniti       | 33        |